# Нортемптон Тауншип (округ Бакс, Пенсільванія)
Нортемптон Тауншип (англ. Northampton Township) — селище (англ. township) в США, в окрузі Бакс штату Пенсільванія. Населення — 39 915 осіб (2020).

### Клімат
| Клімат : Нортемптон Тауншип  | Клімат : Нортемптон Тауншип | Клімат : Нортемптон Тауншип | Клімат : Нортемптон Тауншип | Клімат : Нортемптон Тауншип | Клімат : Нортемптон Тауншип | Клімат : Нортемптон Тауншип | Клімат : Нортемптон Тауншип | Клімат : Нортемптон Тауншип | Клімат : Нортемптон Тауншип | Клімат : Нортемптон Тауншип | Клімат : Нортемптон Тауншип | Клімат : Нортемптон Тауншип | Клімат : Нортемптон Тауншип |
| Показник                     | Січ.                        | Лют.                        | Бер.                        | Квіт.                       | Трав.                       | Черв.                       | Лип.                        | Серп.                       | Вер.                        | Жовт.                       | Лист.                       | Груд.                       | Рік                         |
| Середній максимум, °C        | 4,3                         | 6,1                         | 10,6                        | 17,2                        | 22,5                        | 27,6                        | 29,9                        | 29,0                        | 25,2                        | 18,9                        | 12,9                        | 6,7                         | 17,6                        |
| Середня температура, °C      | −0,3                        | 1,2                         | 5,3                         | 11,3                        | 16,5                        | 21,8                        | 24,3                        | 23,5                        | 19,5                        | 13,0                        | 7,7                         | 2,2                         | 12,2                        |
| Середній мінімум, °C         | −4,9                        | −3,7                        | 0,1                         | 5,3                         | 10,5                        | 15,9                        | 18,7                        | 17,9                        | 13,8                        | 7,1                         | 2,4                         | −2,3                        | 6,8                         |
| Норма опадів, мм             | 90                          | 70                          | 104                         | 101                         | 110                         | 110                         | 133                         | 112                         | 113                         | 96                          | 93                          | 102                         | 1235                        |
| Вологість повітря, %         | 65.9                        | 62.7                        | 58.4                        | 57.6                        | 62.3                        | 66.3                        | 66.6                        | 69.1                        | 70.0                        | 69.3                        | 67.6                        | 68.4                        | 65.4                        |
| ---------------------------- | --------------------------- | --------------------------- | --------------------------- | --------------------------- | --------------------------- | --------------------------- | --------------------------- | --------------------------- | --------------------------- | --------------------------- | --------------------------- | --------------------------- | --------------------------- |
| Джерело: PRISM Climate Group |                             |                             |                             |                             |                             |                             |                             |                             |                             |                             |                             |                             |                             |

## Демографія
Згідно з переписом 2010 року, у селищі мешкало 39 726 осіб у 13 920 домогосподарствах у складі 11 331 родини. Було 14274 помешкання
Расовий склад населення:
| - 94,9 % — білих - 3,5 % — азіатів - 0,6 % — чорних або афроамериканців - 0,1 % — корінних американців |

До двох чи більше рас належало 0,8 %. Частка іспаномовних становила 1,5 % від усіх жителів.
За віковим діапазоном населення розподілялося таким чином: 24,1 % — особи молодші 18 років, 61,3 % — особи у віці 18—64 років, 14,6 % — особи у віці 65 років та старші. Медіана віку мешканця становила 44,4 року. На 100 осіб жіночої статі у селищі припадало 94,6 чоловіків;  на 100 жінок у віці від 18 років та старших — 91,6 чоловіків також старших 18 років.
Середній дохід на одне домашнє господарство  становив 129 627 доларів США (медіана — 106 312), а середній дохід на одну сім'ю — 146 375 доларів (медіана — 123 389). Медіана доходів становила 85 517 доларів для чоловіків та 63 638 доларів для жінок. За межею бідності перебувало 2,6 % осіб, у тому числі 2,4 % дітей у віці до 18 років та 2,7 % осіб у віці 65 років та старших.
Цивільне працевлаштоване населення становило 20 079 осіб. Основні галузі зайнятості: освіта, охорона здоров'я та соціальна допомога — 27,6 %, науковці, спеціалісти, менеджери — 12,6 %, роздрібна торгівля — 12,2 %.